# Grabalja vas
Grabalja vas (nemško Grabelsdorf) je naselje v Občini Škocjan v Podjuni v Okraju Velikovec na Koroškem v Avstriji.